# Comuna Dacine, Sudak
Dacine (în ucraineană Дачне) este o comună în orașul regional Sudak, Republica Autonomă Crimeea, Ucraina, formată din satele Dacine (reședința) și Lisne.

## Demografie
Componența lingvistică a comunei Dacine
     Rusă (64,78%)
     Tătară crimeeană (24,84%)
     Ucraineană (8,2%)
     Alte limbi (0,35%)
Conform recensământului din 2001, majoritatea populației comunei Dacine era vorbitoare de rusă (64,78%), existând în minoritate și vorbitori de tătară crimeeană (24,84%) și ucraineană (8,2%).